# Biserica de lemn din Popești, Iași

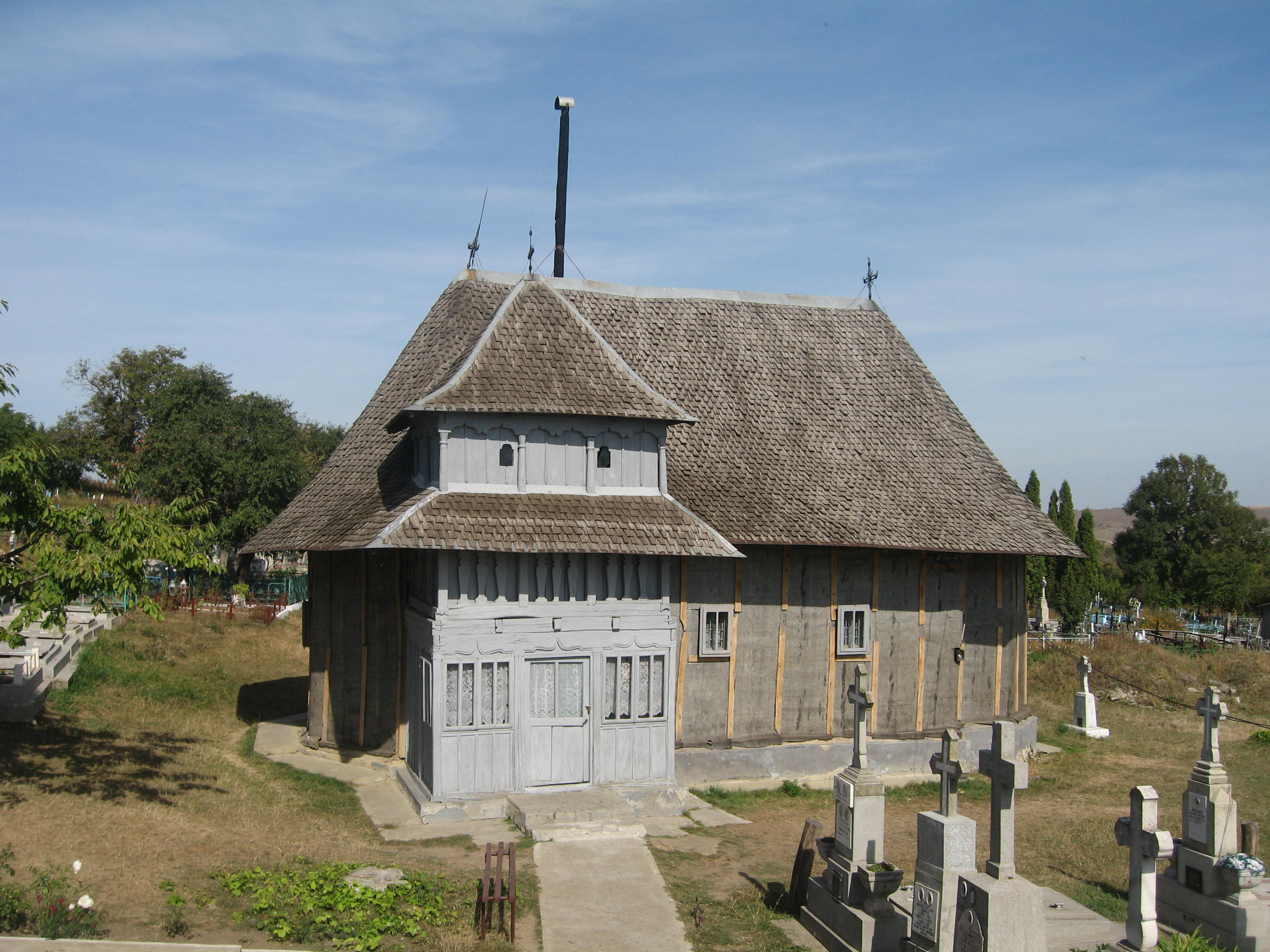
Biserica de lemn din Popeşti.

Biserica de lemn cu hramul Sfânta Treime din Popești a fost construită în anul 1710 în satul Popești din comuna omonimă (aflată în județul Iași, la o distanță de 35 km de municipiul Iași). Ea se află localizată în cimitirul satului aflat în cartierul Rădeni. 
Biserica de lemn din Popești a fost inclusă pe Lista monumentelor istorice din județul Iași din anul 2015, având codul de clasificare cod LMI IS-II-m-B-04228. 

## Istoric
Lăcașul de cult se află pe teritoriul fostului sat Rădeni din Ținutul Cârligăturii, actualmente cartier al satului Popești. Biserica de lemn din Popești a fost construită în anul 1710 în cimitirul satului, fiind ctitorită de Smaranda Palade, proprietara moșiei  , înrudită cu marile familii boierești Mavrocordat, Sturdza și Palade (Pallady). În 1841 moșia satului Rădeni se afla în proprietatea boierului Constantin Palade.
Biserica a fost renovată în 1868 pe cheltuiala lui Francisc Rota (Filip) și a soției sale, Maria.  Ea a suferit reparații de întreținere în anii 1882, 1926, 1936 și 1958. În 1920 a fost adăugat un pridvor închis pe latura de sud-vest a bisericii. Lăcașul de cult a fost tencuit în interior în 1947.  La reparațiile din 1958 s-a consolidat peretele nordic, s-a refăcut bolta naosului și s-a înlocuit acoperișul cu o învelitoare din draniță. În secolul al XX-lea, pereții exteriori ai bisericii au fost tencuiți și văruiți în culoarea albă.
În curtea bisericii se intră pe sub un turn clopotniță din lemn construit în anul 1927 cu cheltuiala lui Vasile și Maria Trofin și renovat în anul 1981 de fiii lor, Petru și Ecaterina Trofin. În anul 1995 a fost construit un praznicar în curtea bisericii.
Începând din anul 2007, biserica a intrat într-un proces de restaurare cu finanțare europeană, proiect coordonat de arhitecta Mariana Zub. A fost decopertat lutul de pe pereți, care au fost acoperiți cu carton. Biserica urmează a fi pictată.
În iunie 2009, un grup de enoriași din Parohia Popești a sesizat conducerea Mitropoliei Moldovei și Bucovinei că preotul Gheorghe Prisecaru intenționează demolarea bisericii de lemn din localitate. În sesizare se precizează următoarele: "Deși această biserică este monument istoric, preotul menționat a încercat cu de la sine putere demolarea prin decopertarea acoperișului și a pereților exteriori, motivând construirea altui locaș, fără aprobarea consiliului parohial". Ca urmare a acestei sesizări, conducerea Mitropoliei de la Iași a organizat o comisie de anchetă care l-a audiat pe preotul paroh. Acesta a recunoscut că a dat jos lutul de pe pereții bisericii din lemn fără nici o aprobare specială, susținând că a făcut acest lucru ca urmare a faptului că lutul cădea, se formaseră găuri, iar lemnul construcției este pe alocuri putrezit.  Pridvorul a fost refăcut din scândură, fără turnul aflat deasupra sa, pereții exteriori au fost curățați de tencuială, iar acoperișul a fost refăcut cu o învelitoare din tablă zincată. 
Biserica de lemn din Popești dispune de 12 cărți de cult tipărite pâna la 1899, cum sunt Evanghelia din 1746 tipărită în timpul celei de a patra domnii în Muntenia a lui Constantin N. Mavrocordat (1744-1748), cu binecuvântarea Mitropolitului Neofit al Ungrovlahiei.

## Arhitectura bisericii
Biserica de lemn din Popești este construită în totalitate din bârne de stejar masiv așezate orizontal între stâlpi verticali masivi. Edificiul a fost sprijinit pe latura de nord cu un rând suplimentar de stâlpi verticali. Pereții exteriori ai bisericii au lipiți ulterior cu lut apoi zugrăviți, în timp ce pereții interiori sunt placați cu scândură. Clădirea bisericii are următoarele dimensiuni: 13,80 m lungime, 5,45 m lățime și 3 m înălțime până la cornișă. 
Lăcașul de cult are formă de navă. Biserica are o temelie din piatră și un acoperiș din șindrilă cu scurgere mare în pante. Streașina este sprijinită pe căpriori ieșiti în afară și are aproximativ 1,50 m. În fața pronaosului, spre sud, ceva mai jos de nivelul acoperișului, se găsește turnul bisericii, sprijinit pe stâlpi de stejar.
Clădirea este compartimentată în interior în pridvor, pronaos, naos și altar. Pridvorul are formă pătrată și se află adosat pe latura de sud a pronaosului. Pronaosul are formă poligonală, fiind acoperit cu o boltă octogonală cu muchiile finisate. Între pronaos și naos se află un perete din lemn masiv, traforat, cu trei deschideri ce au marginile „înflorite”. La partea superioară a naosului se află o boltă mare de formă octogonală, sprijinită pe opt arcuri de lemn de stejar, împodobite cu sculpturi în rozete.  Catapeteasma bisericii este confecționată din lemn de stejar cioplit, având icoane pictate în ulei în stilul neobizantin, în a doua jumătate a secolului al XIX-lea.  Icoanele de pe catapeteasmă sunt dispuse pe trei registre, despărțite prin rame simple. Pe lângă acestea, icoanele de pe pereții din naos și pronaos datează din aceeași perioadă. Nu se cunoaște numele pictorului. Altarul are tavanul drept.

## Imagini

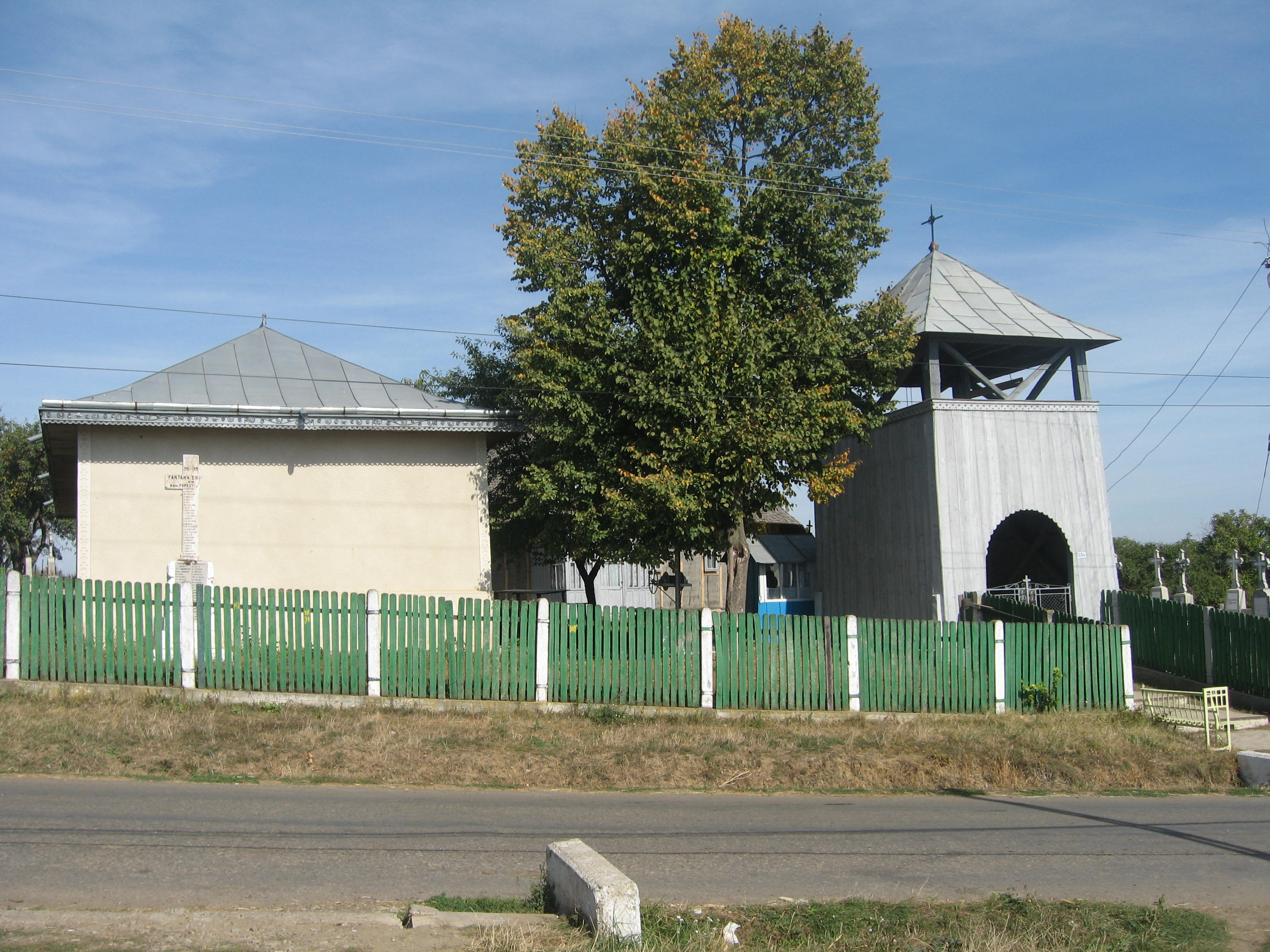
Biserica şi turnul clopotniţă văzute din stradă
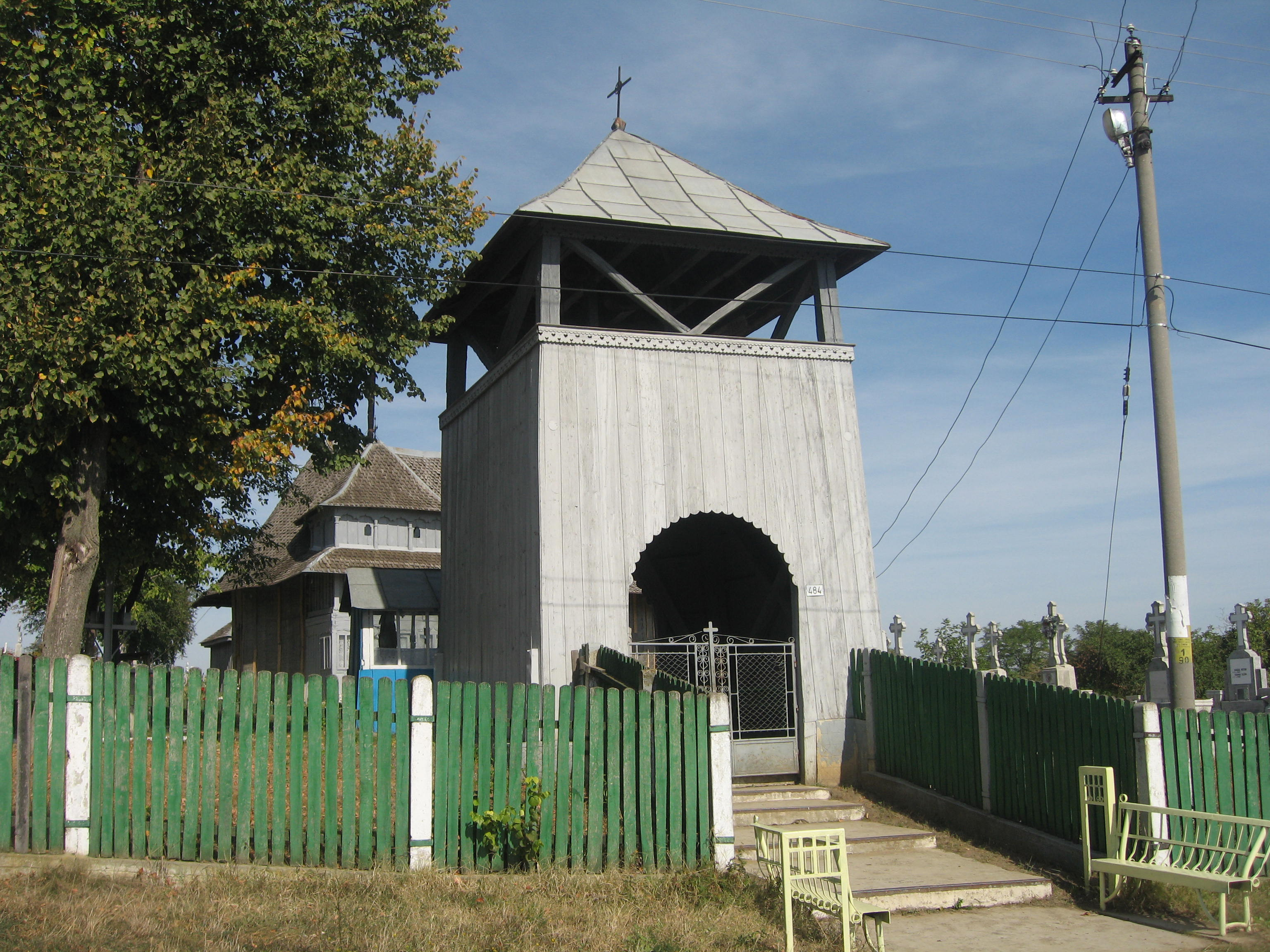
Turnul clopotniţa şi biserica văzute din stradă
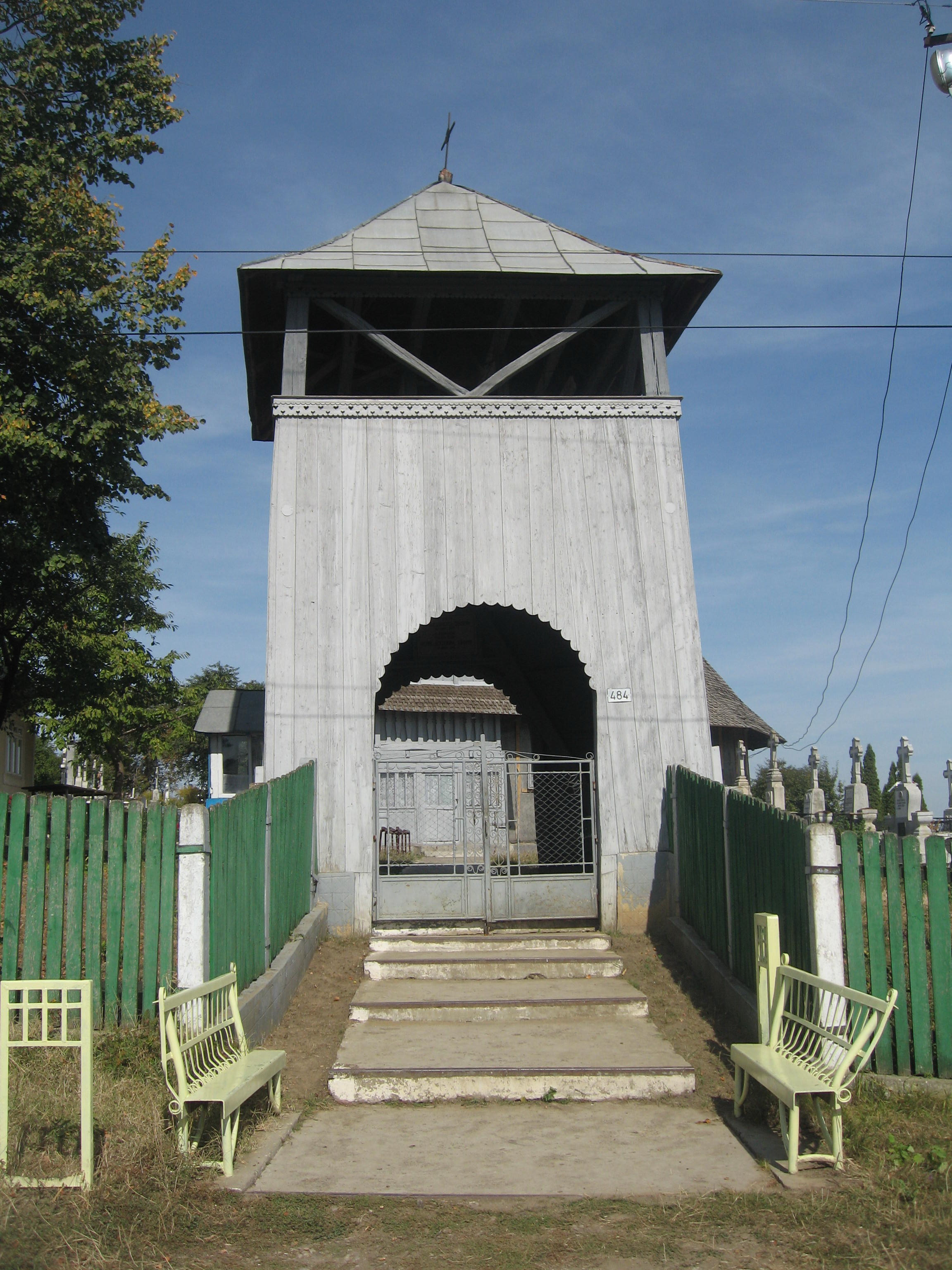
Turnul clopotniţă văzut din stradă
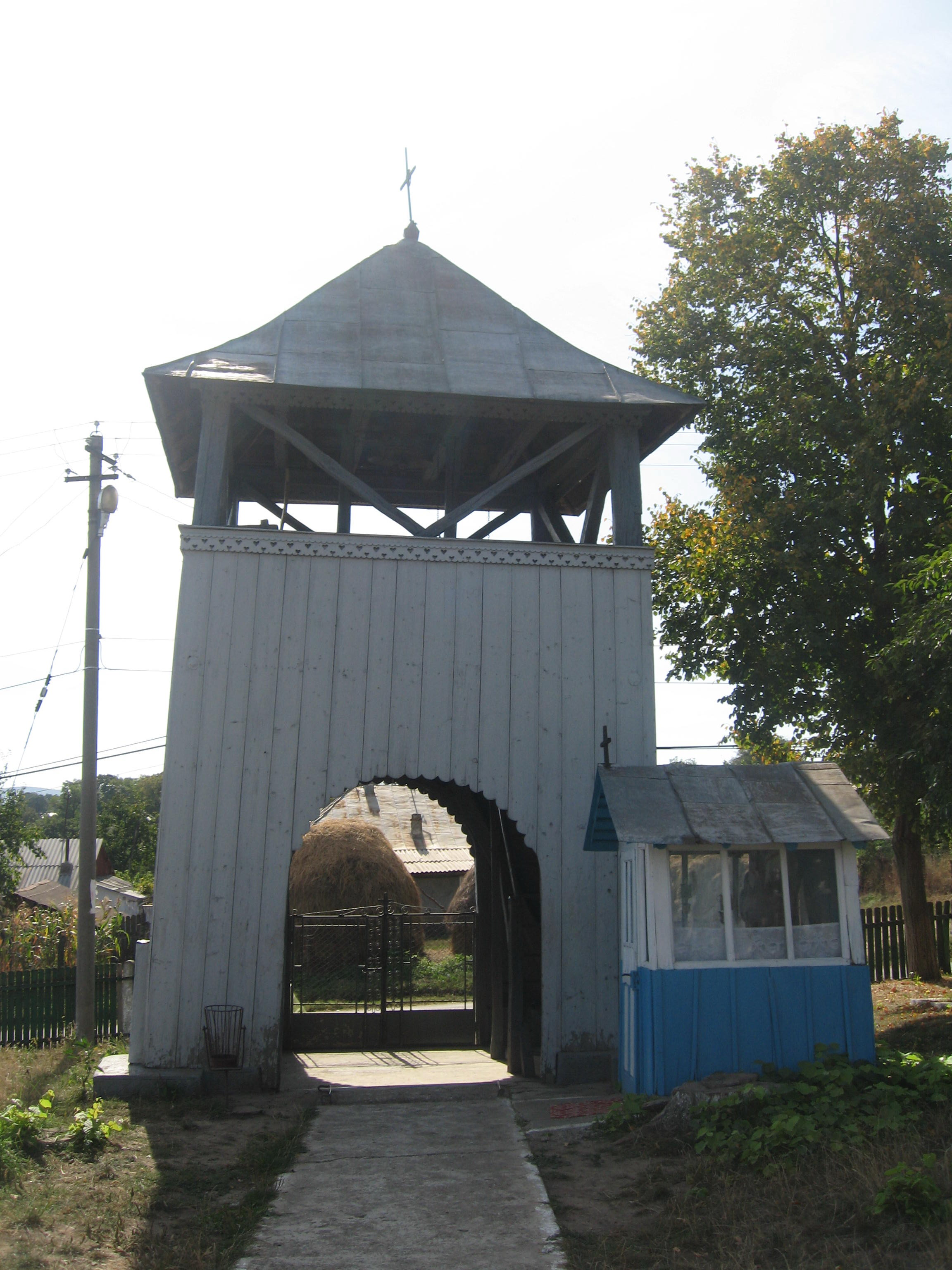
Turnul clopotniţă văzut din curtea bisericii
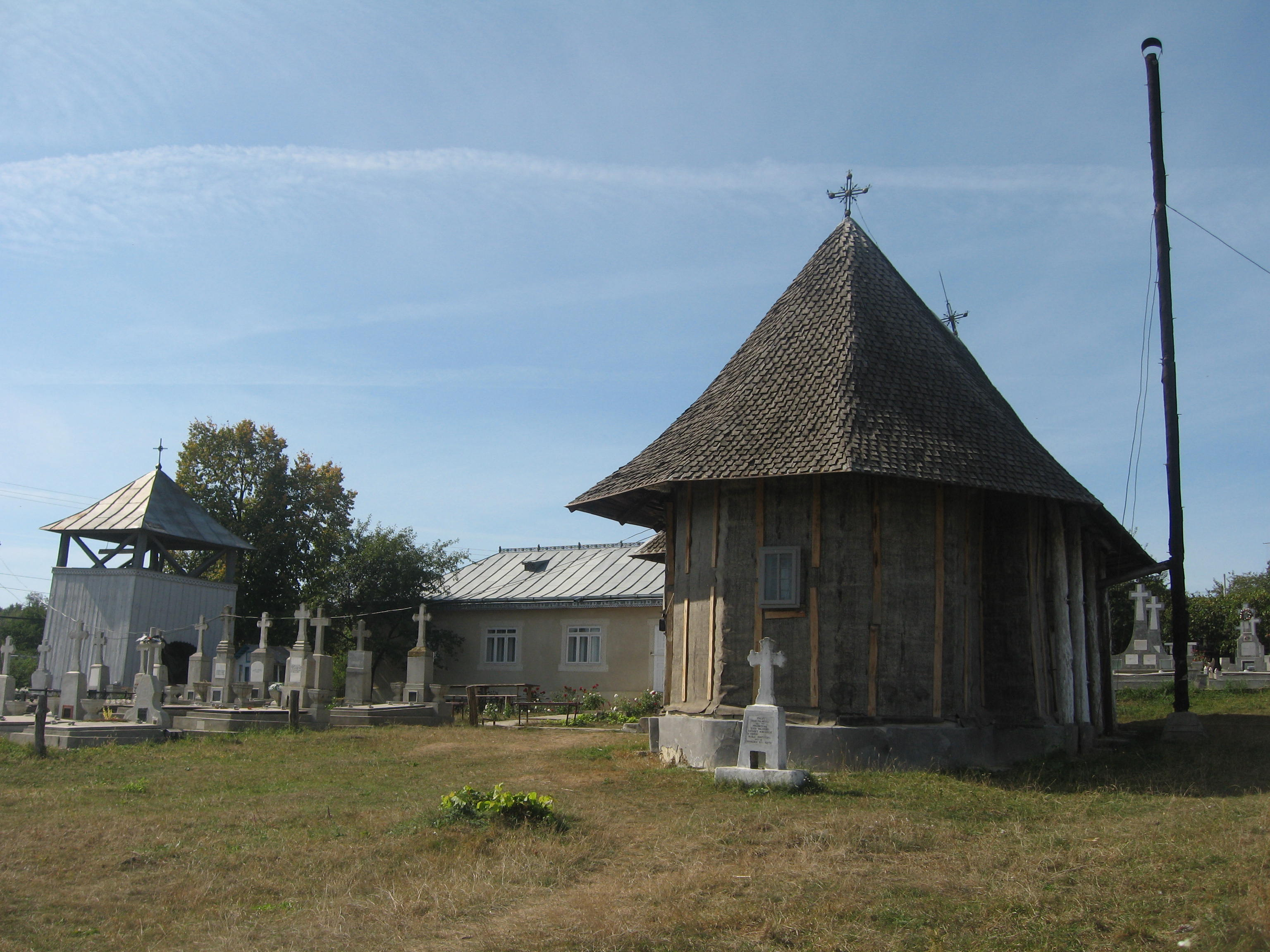
Biserica şi turnul clopotniţă
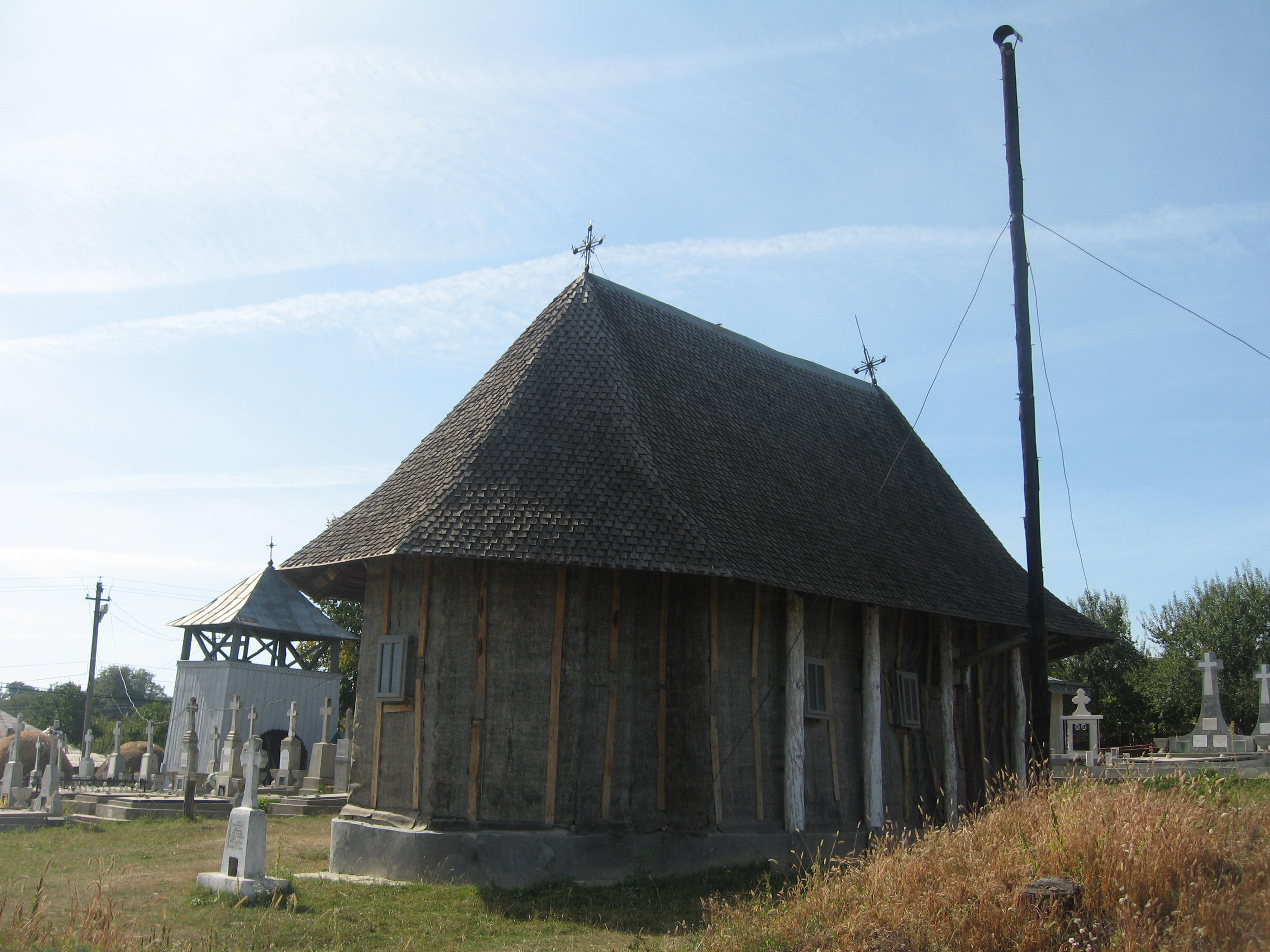
Biserica şi turnul clopotniţă
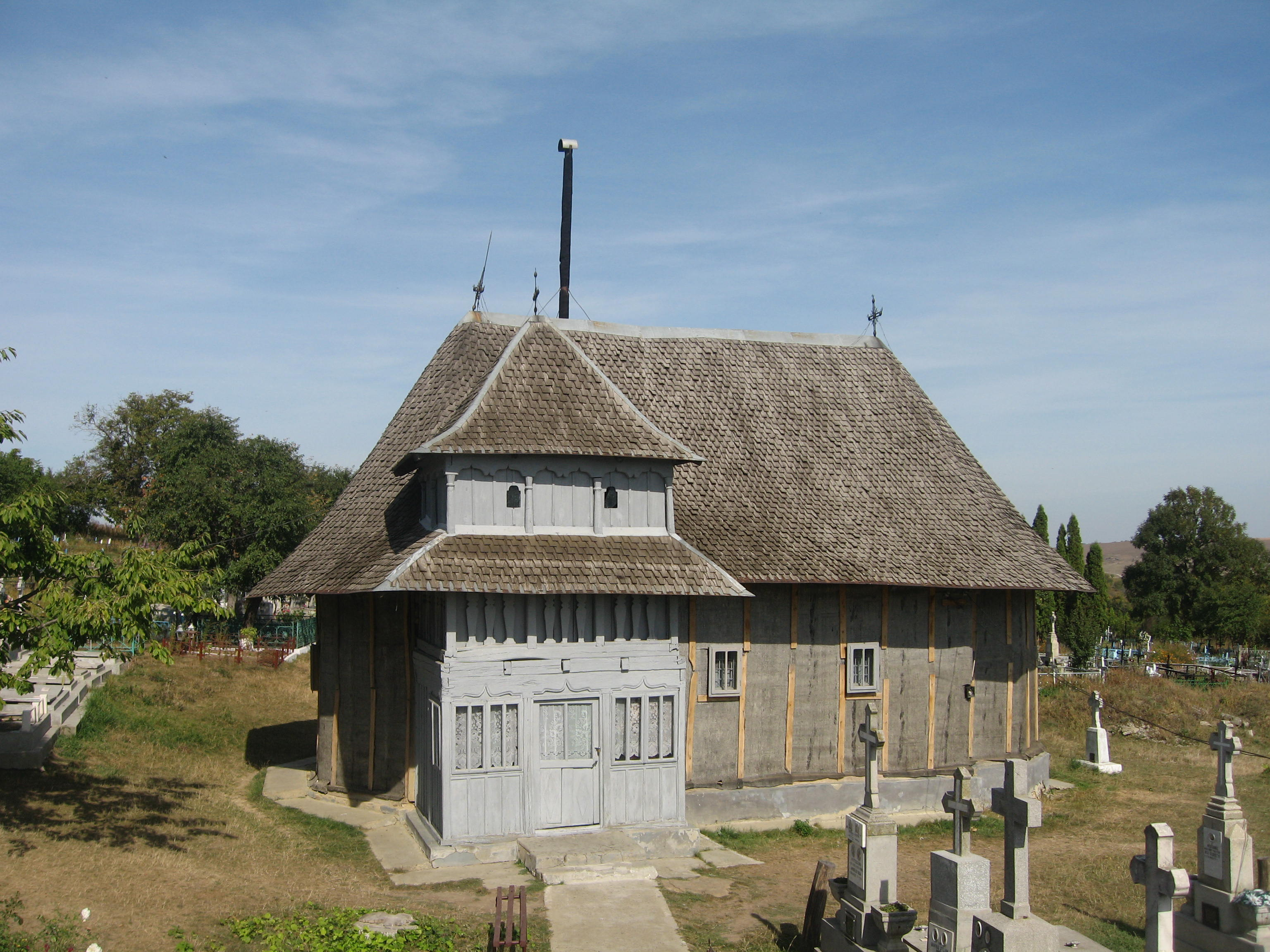
Biserica de lemn văzută din turnul clopotniţă
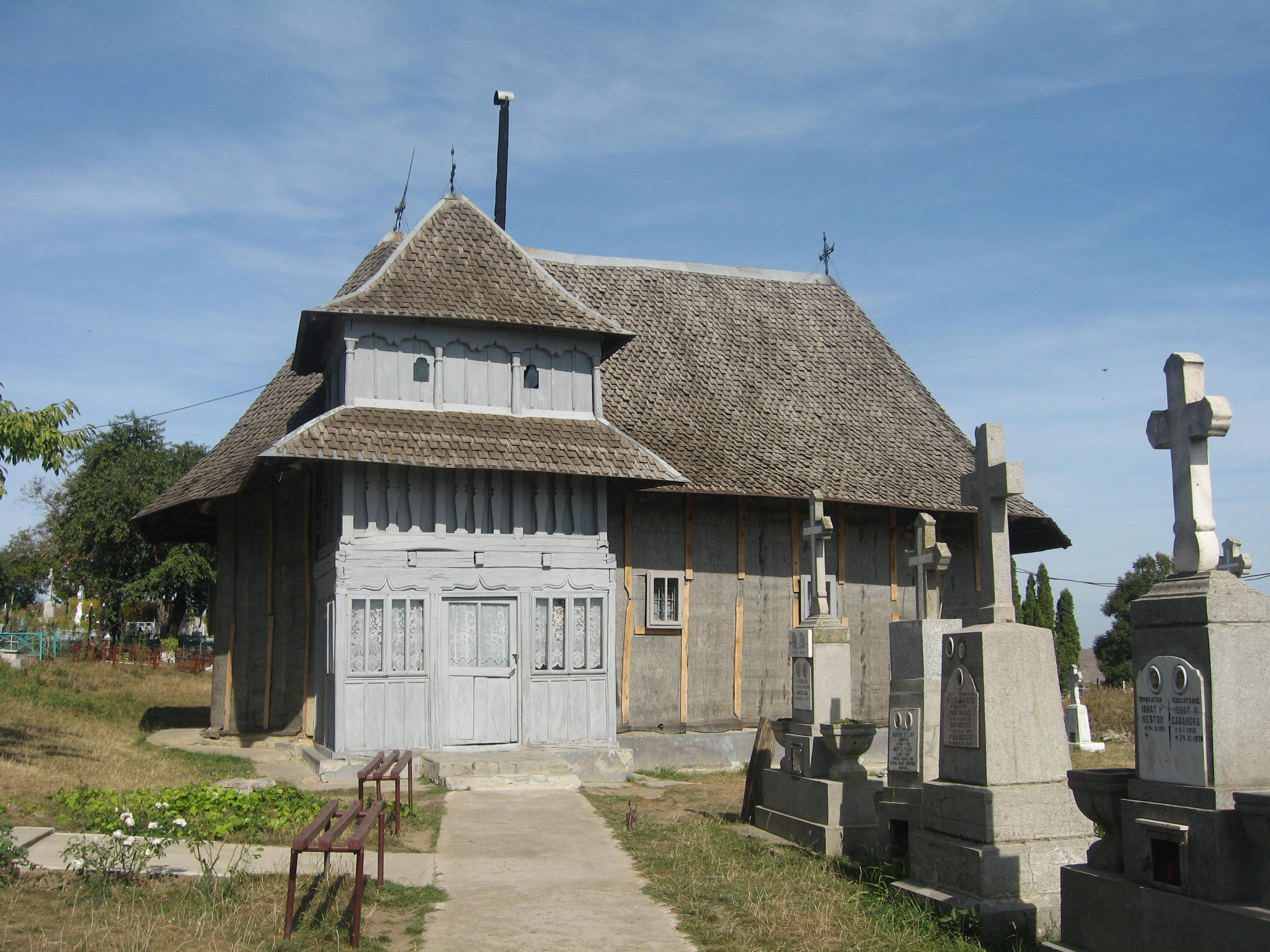
Biserica de lemn
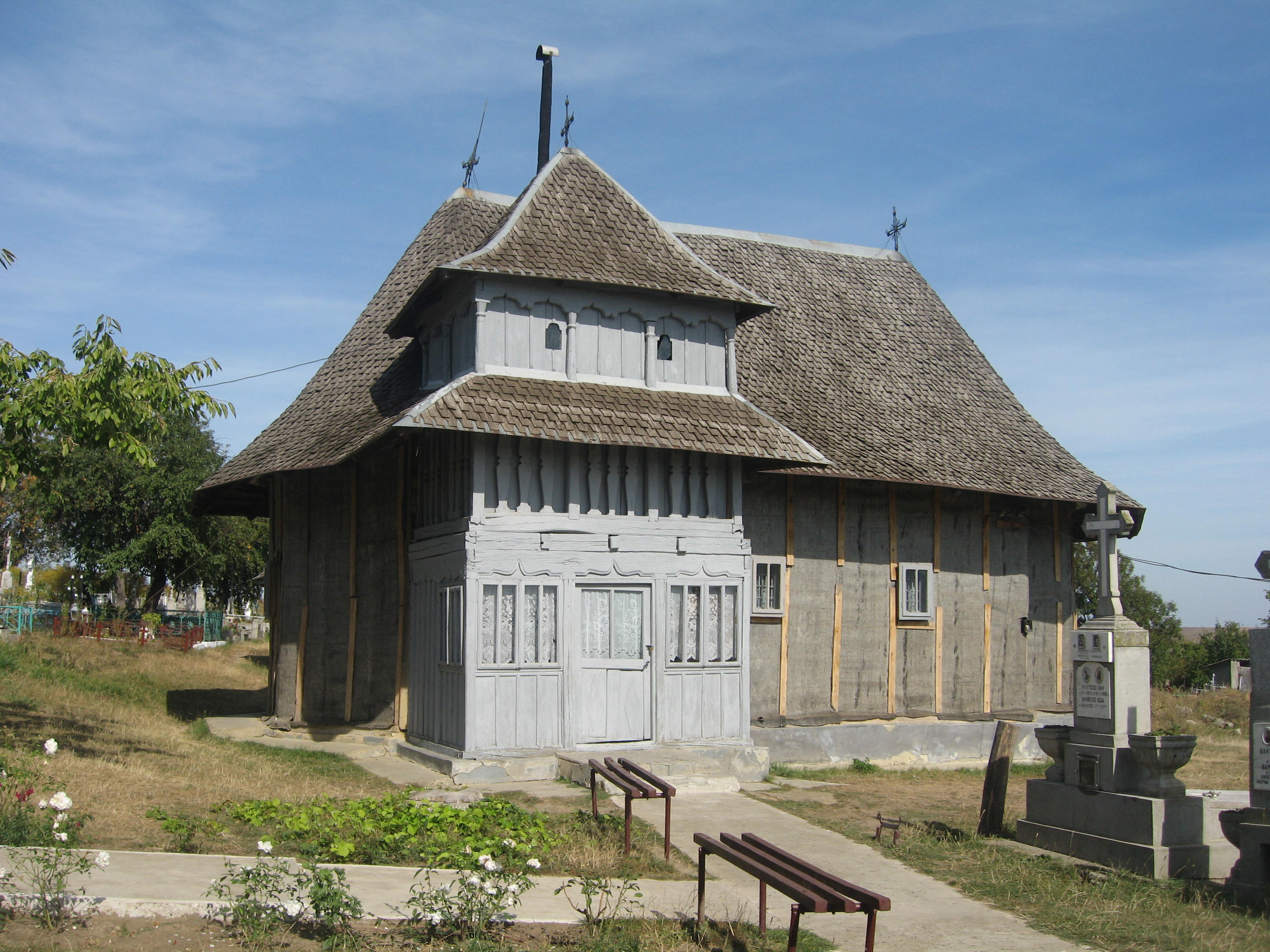
Biserica de lemn
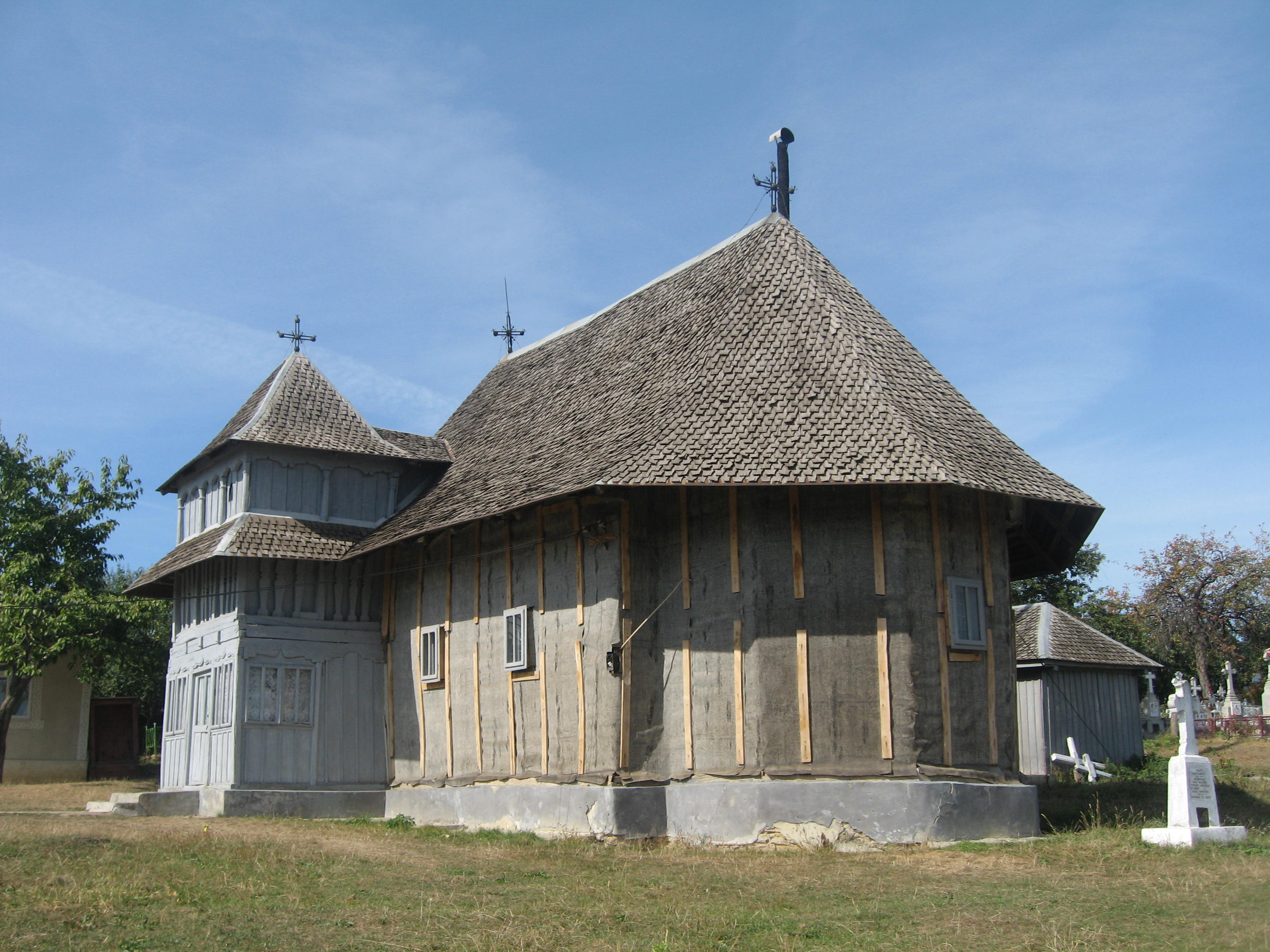
Biserica văzută din lateral
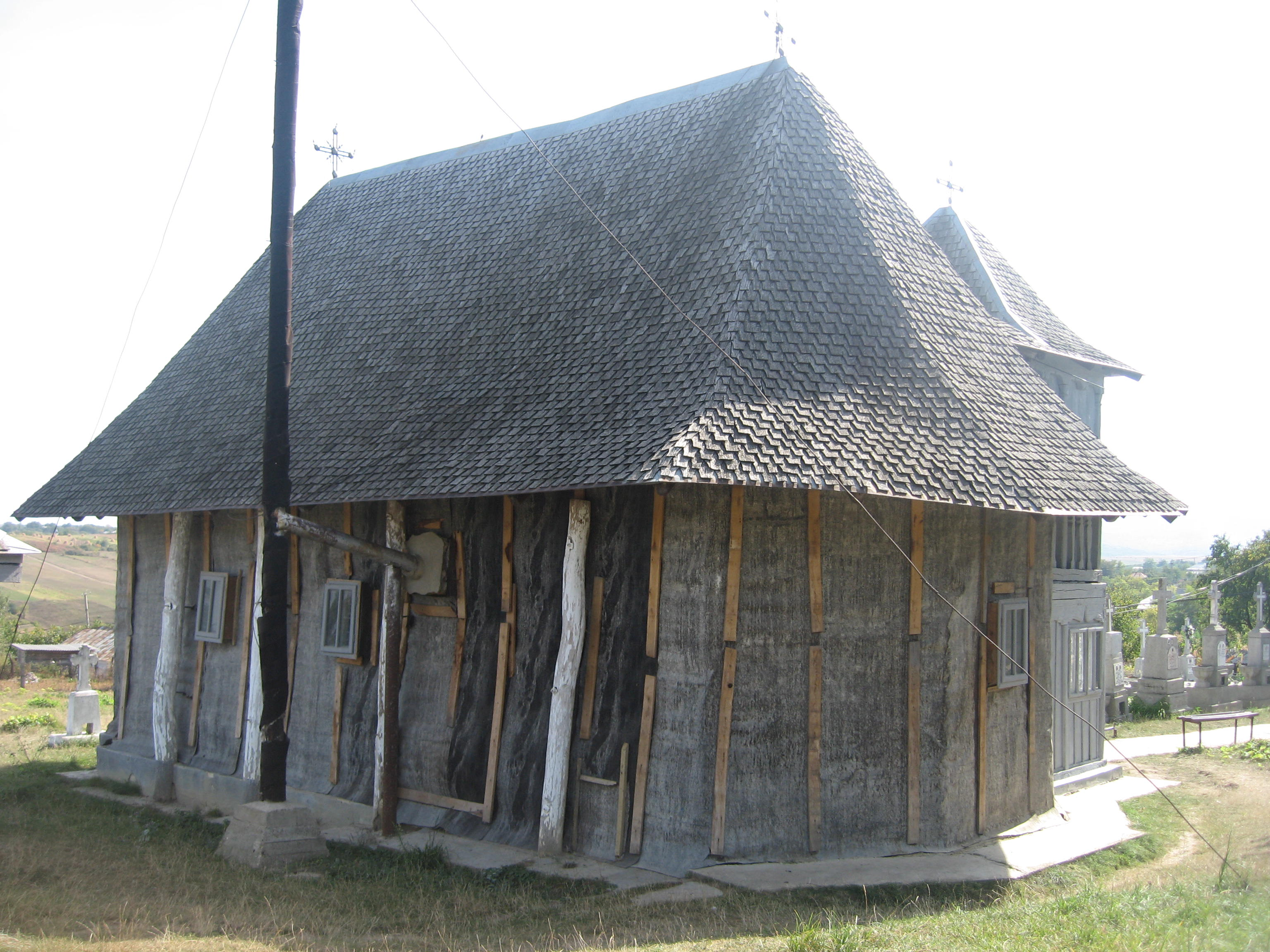
Biserica văzută de pe latura nordică
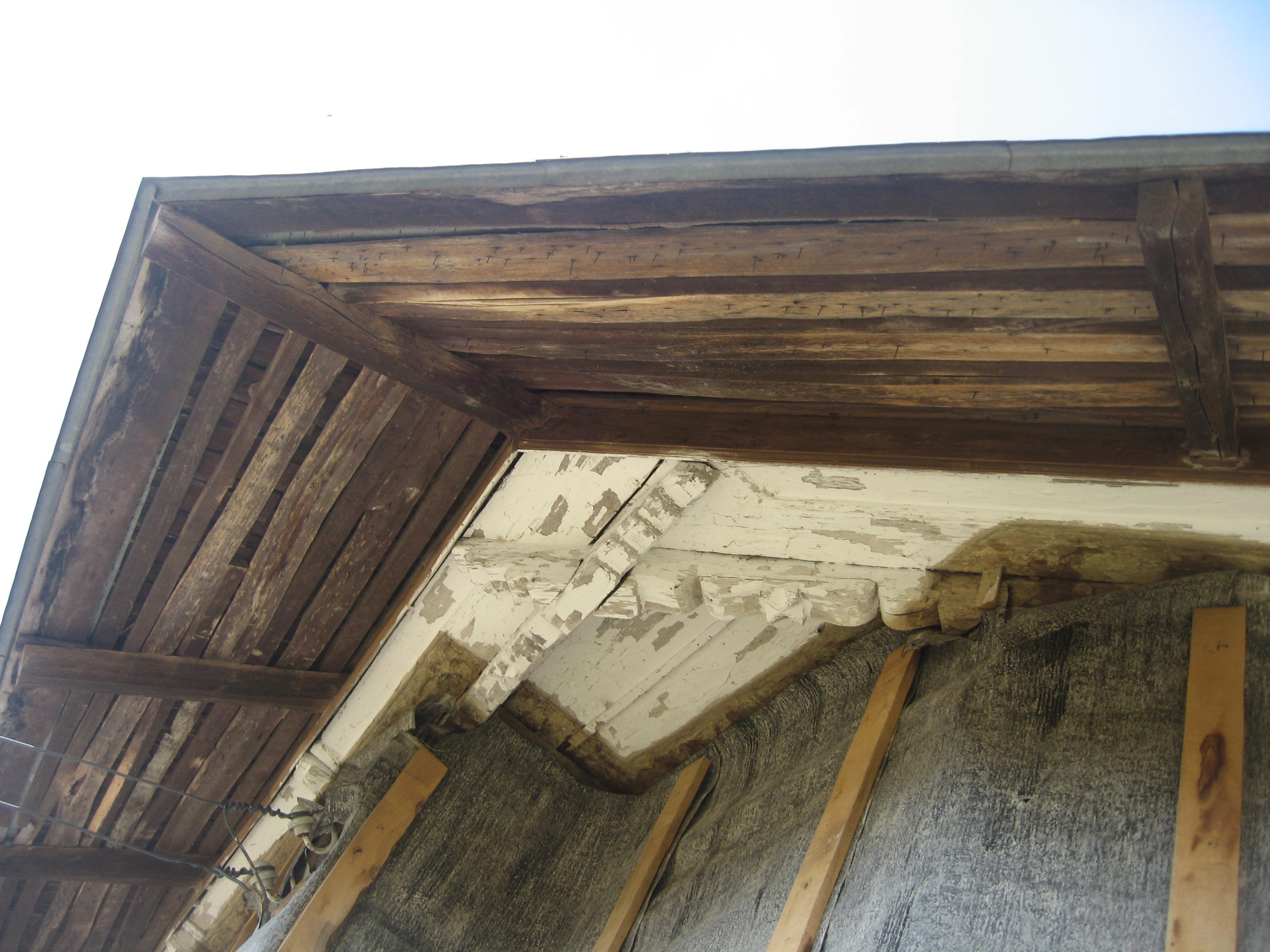
Streaşina bisericii
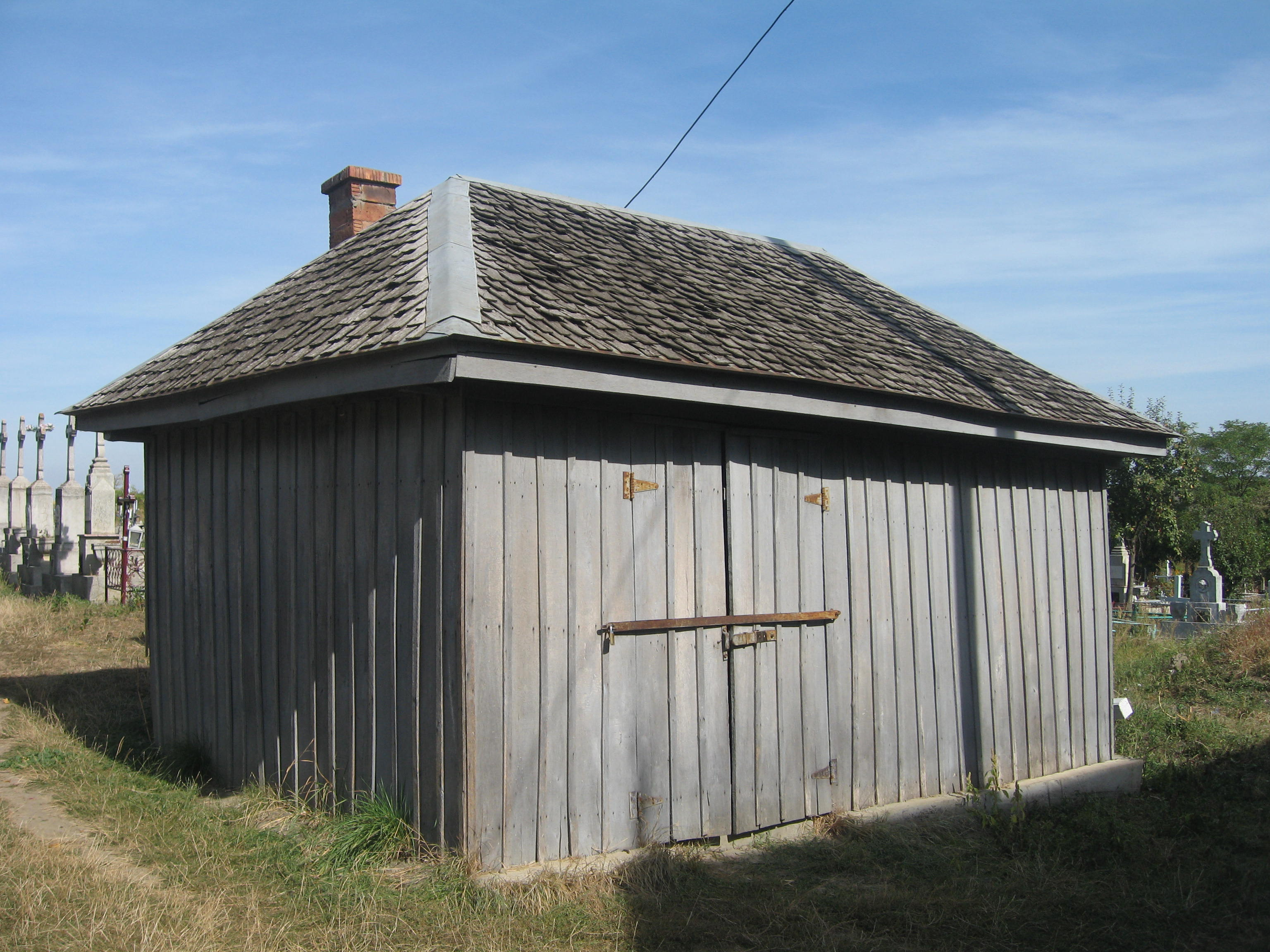
Magazie de lemn în curtea bisericii
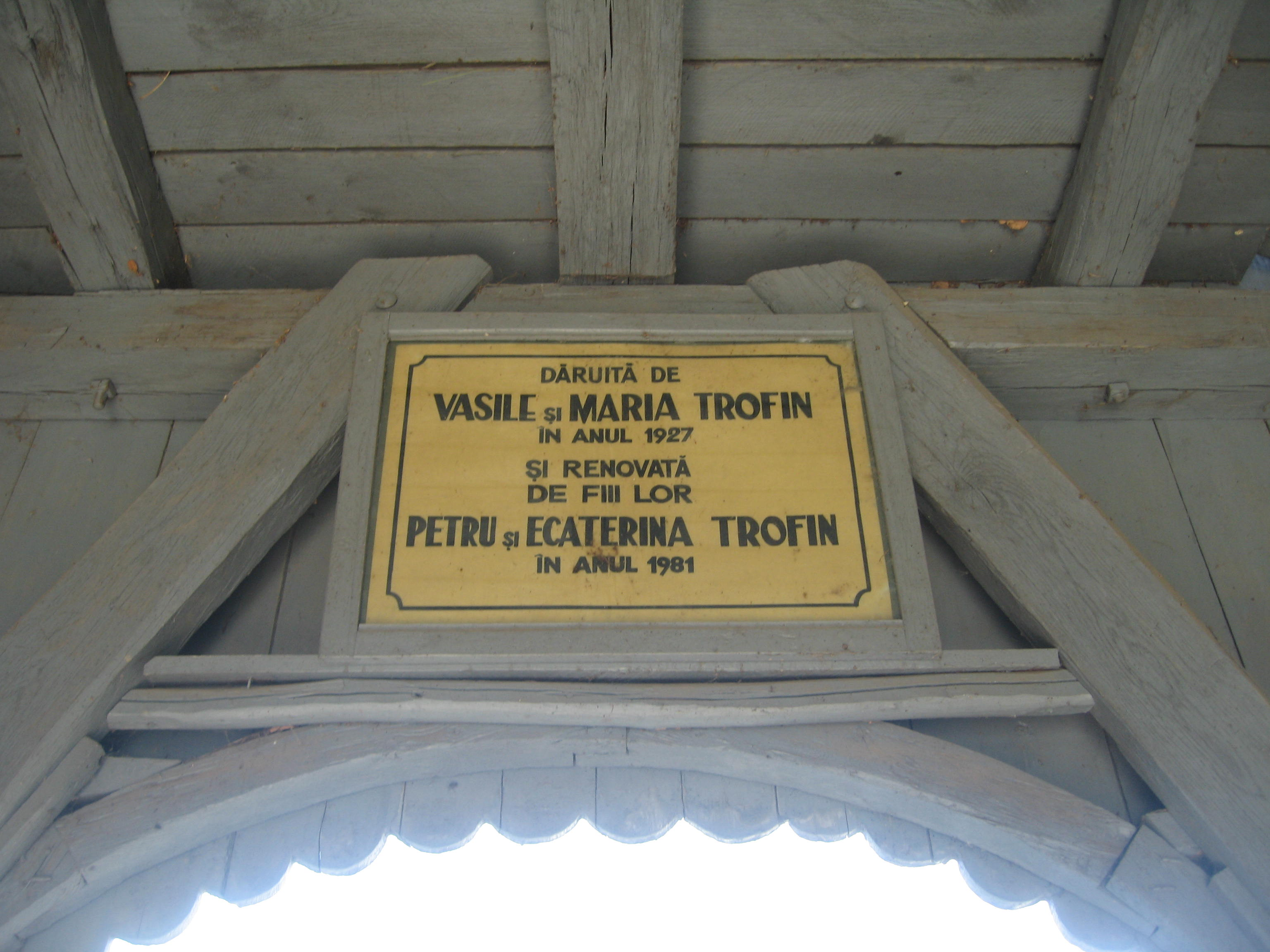
Inscripţie plasată pe un perete interior al turnului clopotniţă
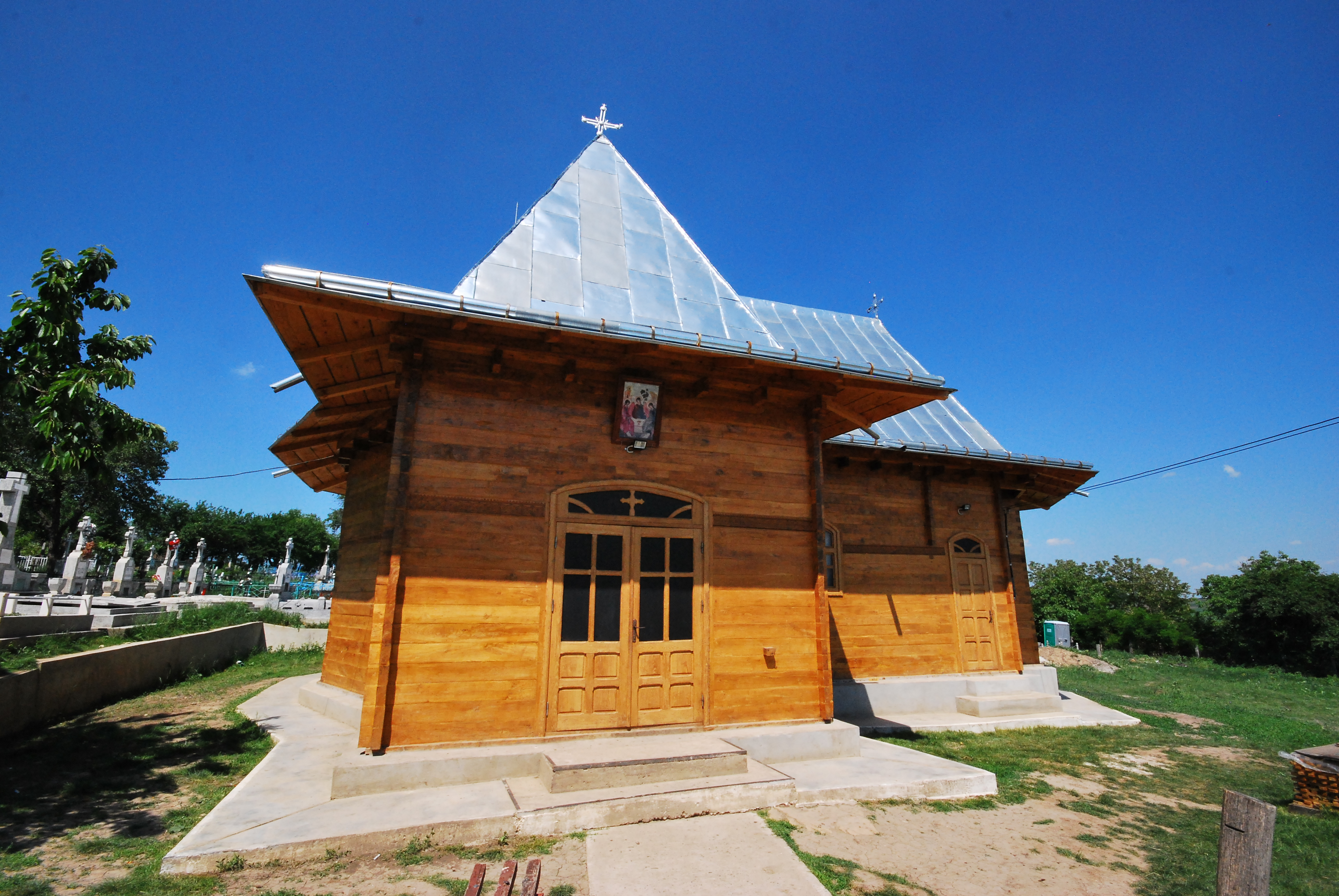
Biserica după reparații
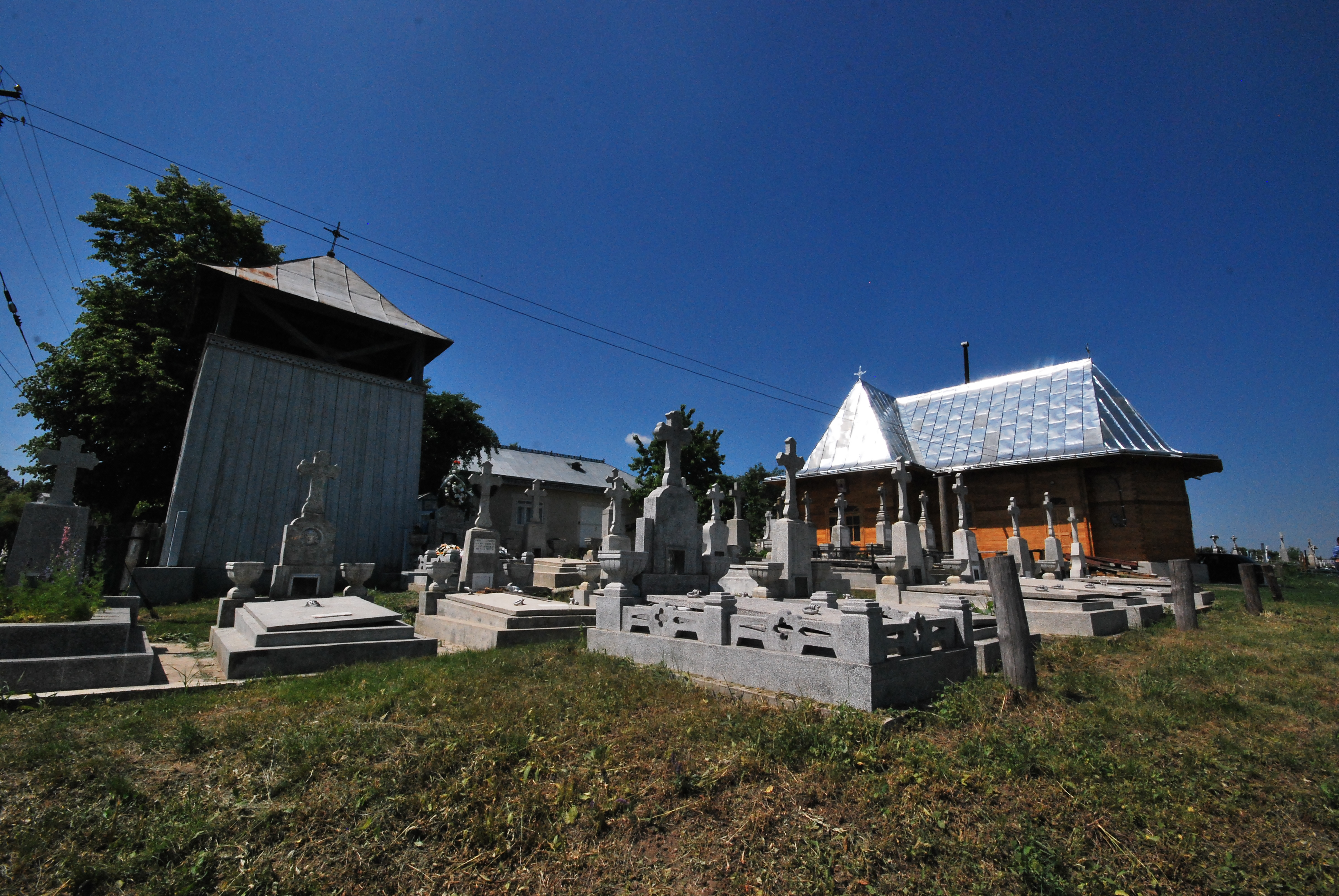
Vedere de ansamblu după reparație